# Paramphistomum cervi
Paramphistomun cervi es un platelminto parásito de la clase de los trematodos con un ciclo de vida indirecto, como el resto de los trematodos. Es un parásito que afecta por lo general a los rumiantes, por lo general se asocia con cestodos del rumiante para provocar sintomatologías particulares, por ejemplo, si se asocia con la "Tenia del rumiante" puede provocar diarreas y fiebres, pero por lo general para salud pública no provoca algún daño.
Sus hospedadores intermediarios son caracoles acuáticos de los géneros Lymnaea, Planorbis y Bulinus que viven generalmente en todos los pastos húmedos, estos no deben de eliminarse ya que se destruiría parte del ecosistema, pues estos moluscos son parte importante de la cadena alimenticia ya que sirven de alimento a muchos pájaros acuáticos.
La metacercaria de Paramphistomun por lo general entra al rumiante por vía oral, y llega hasta el intestino donde luego hace un viaje retrógrado, es decir, retrocede al abomaso, después al omaso, retículo y llega al rumen, primer pre-estómago de un rumiante, donde desarrolla la fase adulta y se pega a la pared ruminal.

## Biología y ciclo vital deParamphistomum
Paramphistomum tiene un ciclo de vida indirecto con un caracol acuático como hospedador intermediario (p.ej. Bulinus spp., Planorbis spp., Stagnicolaspp., etc.).
Unas dos semanas tras ser expulsados del hospedador con las heces, los miracidios eclosionan de los huevos. Pueden nadar, y al encontrar un caracol adecuado penetran a su interior. En él se desarrollan a esporocisto y redias, que pueden a su vez producir redias hijas o completar el desarrollo a cercarias. Tras la maduración, las cercarias abandonan el caracol, nadan hacia la superficie del agua, pierden la cola, y se enquistan formando metacercarias infectivas que se adhieren al pasto en contacto con el agua. Las metacercarias enquistadas pueden permanecer infectivas por hasta 5 meses en verano y 3 meses en tiempo más frío.
El ganado ingiere las metacercarias infectivas al pastar. Una vez en el duodeno, las jóvenes larvas abandonan el quiste, se fijan a la mucosa y completan su desarrollo a adultos en 3 a 8 semanas. Seguidamente, las larvas de unos 2 mm de longitud se sueltan de la mucosa del intestino, emigran al rumen, se vuelven a fijar en su pared, maduran y empiezan a producir huevos a los 100 días. Los individuos adultos pueden sobrevivir ¡hasta 7 años! en el rumen de bovinos.
Si no está familiarizado con la biología general de los trematodos parásitos del ganado pulse aquí para consultarel artículo correspondiente en este sitio.
Su diagnóstico, más sencillo y rutinario, es por la prueba de sedimentación, donde podremos observar huevos similares a Fasciola hepatica, pero estos son de color gris y más pequeños a diferencia de los de Fasciola hepatica que son relativamente mayores y de color amarillo-dorado.
- Datos: Q5022634